# Trithemis osvaldae
Trithemis osvaldae là loài chuồn chuồn trong họ Libellulidae. Loài này được D'Andrea & Carfi miêu tả khoa học đầu tiên năm 1997.